# Ergué-Gabéric
Ergué-Gabéric (An Erge Vras trong Breton) là một xã của tỉnh Finistère, thuộc vùng Bretagne, miền tây bắc Pháp.